# Иван Јегоровић
Иван Јегоровић (Београд, 26. мај 1983) je писац и сценариста.

## Биографија и каријера
Основну школу и гимназију завршио је у Обреновцу. Дипломирао је на факултету за инжењерски менаџмент и економију у Новом Саду, а постдипломске студије наставио у Београду и стекао звање мастер политиколог.
Од 2012. до 2016. године обављао је функцију помоћника председника градске Општине Обреновац. Од 2016. до 2022. године године налази се на функцији директора Јавног предузећа Спортско културни центар ''Обреновац''. Током каријере у ЈП СКЦ Обреновац основао је Обреновачко позориште 2019. године, први професионални театар на простору општине Обреновац. Тренутно се налази на функцији директора Центра дечијих летовалишта Београда.

## Дела
Објавио је пет дела:
- 1992 године збирку песама „Моје песме, моји снови”
- 2019 године дечју драму „Чаробна мушмула[3]
- 2020 године драму „Небеска кафана”[4]
- 2020 године драму „Доктор буздован”[4]
- 2022 године драму "Од Мишара до Кошара[5]"

написао неколико позоришних комада, као и сценарија за телевизијске серије и филмове.
- Један је од аутора серије Љубавни залогај
- Представу Доктор Буздован
- Представу Чаробна Мушмула
- Креативни продуцент филма "Вучје Бобице"

У оквиру дечје драме "Чаробна мушмула" креиран је и QR код линк са ког могу да се послушају сви сонгови представе.